# Reichshof
Reichshof là một đô thị ở bang Northrhine-Westfalia, huyện Oberbergischer thuộc Đức. Đô thị này nằm khoảng 40 km về phía đông của Köln.

## Vị trí của Reichshof
|            | Bắc: Bergneustadt       |            |
| Tây: Wiehl | Reichshof               | Đông: Olpe |
|            | Nam: Waldbröl- Morsbach |            |

## Dân số của Reichshof
| Năm  | Dân số |
| 1991 | 17.394 |
| 1992 | 17.641 |
| 1993 | 18.277 |
| 1994 | 18.521 |
| 1995 | 18.860 |
| 1996 | 19.109 |
| 1997 | 19.366 |
| 1998 | 19.587 |
| 1999 | 19.805 |
| 2000 | 20.019 |
| 2001 | 20.242 |

## Đô thị kết nghĩa
- Roden (since 2001 Noordenveld), Hà Lan (từ năm 1963)